# Демографија Аустрије
По резултатима пописа становништва 2001. године 88,6% становништва говори изворни немачки (96% баварски дијалект и 4% алемански дијалект) док остатак од 11,4% говори пар мањинских језика. Ненемачко говорно становништво може се поделити условно на две групе становника: традиционалне етничке мањине који постоје из доба Хабзбуршког царства и нове мањине, које су резултат имиграције.

## Традиционалне етничке мањине у Аустрији
Само три етничке групе су традиционалне етничке мањине — 14.000 Словенаца (по резултатима пописа 2001. године — незванични бројеви словеначких организација процењују број Словенаца од 30.000 до 50,000) у Корушкој (јужној Аустрији); 20.000 Мађара и 25.000 Хрвата у Бургенланду на граници са Мађарском.
Мањи број Рома такође живи у Аустрији. Њихов број се повећава услед имиграције из суседних земаља.

## Нове етничке групе у Аустрији
По подацима Аустријског статистичког бироа, почетком 2005. године 788.000 странаца живи легално у Аустрији и представљају 9,6% укупног становништва, то је један од највећих удела странаца у укупном становништву у Европи.
Од тог броја 340.000 долази из Бивше Југославије и 130.000 из Турске.

## Раст Турске мањине у Аустрији
Између 250.000 и 270.000 етничких Турака (укључујући и значајан број турских Курда) тренутно живи у Аустрији. То је око 3% од укупног становништва, и чини их појединачно најбројнијом етничком мањином у Аустрији.
13.000 Турака је натурализовано 2003. године, док је 2.000 напустоло Аустрију исте године, 10.000 се уселило у земљу јачајући тренд пораста.

## Вероисповест
Од 8.032.926 становника, по попису становништва 2001. године, 5.915.421 (73,64%) су католици. Други по бројности су протестанти евангелистичке провинијенције са 376.150 (4,68%) припадника. Следе муслимани са 338.988 (4,22%) припадника. Православаца је 179.472 (2,23%). Других хришћанских заједница има 69,227. Других нехришћанских заједница је 19.750. Јевреја има 8.140, а гркокатолика или унијата 1853. Мале лутеранске заједнице постоје у Бечу, Корушкој и Бургенланду.

## Етничке групе
Аустријска статистика не користи податке о националности у правом смислу те речи. Користе се подаци о држави рођења, националности (у смислу државе порекла), говорног језика (не матерњег, већ језика којим се припадник служи) и конфесионалне припадности. Стога не постоје подаци о тачном броју Срба нити било које друге националности. Од укупног броја грађана Аустрије 8.032.926 Аустријанаца је 7.322.000, други по бројности су грађани Србије и Црне Горе са 132.975 припадника, следе грађани Турске са 127.226 припадника, грађани Босне и Херцеговине са 108.047 припадника, грађани Немачке 72.218, Хрватске 60.650, Пољске 21.841, Румуније 17.470, Македонији 13.696, Мађарске 12.729, Италије 10.064, Словачке 7.739, Чешке 7.313, Словеније 6.893, Швајцарске 5.962.
Од укупног броја грађана Аустрије 8.032.926 у Аустрији је рођено 7.029.527, у Србији и Црној Гори 143.077 припадника, Немачкој 140.099 припадника, Босни и Херцеговини 134.402 припадника, Турској 125.026, Чешкој 54.627, Пољској 41.671, Румунији 39.044, Хрватској 38.808, Мађарској 30.953, Италији 26.099, Словенији 21.021, Словачкој 15.981, Македонији 13.948, Швајцарској 11.713.

## Језици
Званичним језиком у Аустрији немачким говори 7.115.780 припадника. Званично признатим мањинским језицима, то јест језицима аутохтоних аустријских мањина говори 119.667 припадника и то: мађарским језиком 40.583, словеначким 24.855, градишћанскохрватским 19.412, чешким 17.742, словачким 10.234, ромским (циганским) 6.273 и варијантом словеначког језика тзв. виндиш 568 припадника.
Од осталих језика највише се говори турски — 183.445, српски 177.320, хрватски 131.307, енглески 58.582, бошњачки 34. 857, пољски 30.598, албански 28.212, арапски 17.592, румунски 16.885, италијански 10.742, персијски 10.665, француски 10.190, шпански 9.976, кинески 9.960, руски/ украјински/белоруски 8.446, филипински 5.582, бугарски 5.388, македонски 5.145, холандски/фламански 3.802, инду 3.582, португалски 3.197 и грчки 3.098.

## Демографски подаци из

### Становништво
8,192,880 (процена из јула 2005)

### Старосна структура
0-14 година: 15,4% (мушкараца 645,337/жена 614,602)
15-64 година: 67,5% (мушкараца 2.782.712/жена 2.749.620)
65 година и више: 17,1% (мушкараца 567,752/жена 832,857) (процена из 2006)

### Медијална старост
Укупно: 40.9 година
Мушкарци: 39.8 година
Жене: 42 година (процена из 2006)

### Стопа раста становништва
0,09% (процена из 2006)

### Стопа наталитета
8.74 рођења/1.000 становника (процена из 2006)

### Стопа смртности
9.76 смрти/1.000 становника (процена из 2006)

### Стопа нето миграције
1.94 миграната/1.000 становника (процена из 2006)

### Полна структура
На рођењу: 1.05 мушкараца/жена
Испод 15 година: 1.05 мушкараца/жена
15-64 година: 1.01 мушкараца/жена
65 година и више: 0.68 мушкараца/жена
Укупно становништво: 0.95 мушкараца/жена (процена из 2006)

### Стопа смртности одојчади
Укупно: 4.6 смрти/1.000 живорођених
Мушкарци: 5.65 смрти/1.000 живорођених
Жене: 3.5 смрти/1.000 живорођених (процена из 2006)

### Очекивано трајање живота на рођењу
Укупно становништво: 79.07 година
Мушкарци: 76.17 година
Жене: 82.11 година (процена из 2006)

### Стопа укупног фертилитета
1.36 рођене деце/жени (процена из 2006)

### Сида
Стопа преваленције одраслих: 0,3% (процена из 2003)
Људи који живе са ХИВом и СИДОМ: 10.000 (процена из 2003)
Смрти: мање од 100 (процена из 2003)

### Националност
Именица: Аустријанац
Придев: аустријски

### Етничке групе
Аустријанци 91,1%, грађани бивше Југославије 4% (Хрвати, Словенци, Срби и Бошњаци), Турци 1.6%, Немци 0.9%, остали или неодређени 2,4% (попис из 2001)

### Вероисповест
Римокатолици 73,6%, протестанти 4,7%, муслимани 4,2%, остали 3,5%, неизјашљени 2%, без религије 12% (попис из 2001)

### Језици
- немачки (званични) 88,8% (94% баварски, 6% алемански дијалект)
- словеначки (званични у Карантанији) 0.2-0.5%
- хрватски (званични у Бургенланду) 0.3%
- мађарски (званични у Бургенланду) 0.2%
- чешки 0.2%
- словачки 0.1%
- румунски 0.1%
- Језици осталих имиграната (српски, турски и други) 10%

### Писменост
Укупно становништво: 98%.